# Mike Margulis
Michael „Mike“ Joseph Margulis (* 30. August 1950 in St. Louis, Missouri; † 15. September 2018) war ein US-amerikanischer Fußballspieler auf der Position eines Stürmers. Obgleich er nie auf Profiebene aktiv war und auch sonst nur sehr wenig über ihn bekannt ist, absolvierte er beim Fußballturnier der Olympischen Sommerspiele 1972 ein Spiel für sein Heimatland.

## Karriere
Der Karriereverlauf des im Jahre 1950 in St. Louis geborenen Margulis ist weitgehend unklar. Während einige Quellen, wie die RSSSF von einer Zugehörigkeit zur Saint Louis University sprechen, scheint der Spieler allerdings nicht im Mannschaftsverzeichnis des Teams, das zur Sportabteilung Saint Louis Billikens gehört, auf. Nach bzw. während seiner Zeit an der St. Louis University war Margulis beim Amateurverein Busch Soccer Club engagiert, wobei allerdings nichts über die Dauer seiner Vereinsangehörigkeit, noch über etwaige Einsätze bekannt ist. Kurz vor seinem 22. Geburtstag, den er in Deutschland feierte, reiste Margulis mit einer US-amerikanischen Olympiaauswahl zu den Olympischen Sommerspielen 1972 nach München. Dort bekam er einen Tag nach seinem 22. Geburtstag von Trainer der US-amerikanischen Fußballolympiaauswahl Bob Guelker ein besonderes Geburtstagsgeschenk, als er beim dritten und letzten Spiel der Vereinigten Staaten gegen die BR Deutschland als Ersatzspieler eingesetzt wurde. Bei der Begegnung, die vor rund 65.000 Zuschauern im Olympiastadion München ausgetragen und klar mit 7:0 von den Hausherren gewonnen wurde, kam Margulis in der 62. Spielminute für den etwa gleichaltrigen Stürmer Mike Flater ins Spiel. Dies sollte auch sein letzter nennenswerter Einsatz bleiben, danach verläuft sich die Spur des jungen US-amerikanischen Fußballspielers. Es ist anzunehmen, dass Margulis bereits vor seinem Olympiaeinsatz auch in den Qualifikationsspielen zu den Olympischen Sommerspielen zum Einsatz gekommen ist.